# Cephaloleia polita
Cephaloleia polita es un coleóptero de la familia Chrysomelidae.
Fue descrita científicamente en 1910 por Weise.